# Arthur Merghelynckprijs
De Arthur Merghelynckprijs is een literatuurprijs die van 1946 tot 2000 driejaarlijks werd toegekend voor een in het Nederlands geschreven proza- of poëziewerk, of beschouwend proza over een van beide categorieën. De prijs wordt toegekend door de Koninklijke Academie voor Nederlandse Taal- en Letterkunde in Gent.  In 2003 werden de prijzen van KANTL gereorganiseerd en werden nieuwe vijfjaarlijkse prijzen toegekend.

## Gelauwerden Arthur Merghelynckprijs voor poëzie
- 2000 - Lut De Block voor Entre deux mers
- 1997 - Frans Deschoemaeker voor Hard stof
- 1994 - Francis De Preter voor Nachtegaalrecht. Gedichten 1980-1992
- 1991 - Michiel D'Ypre voor Taal. Subtiel gelaat
- 1988 - Dirk De Geest voor Onder woorden
- 1979 - Rudolf Van de Perre voor De gekleurde wereld
- 1976 - Jozef L. De Belder voor Avondverzen
- 1973 - Gwij Mandelinck voor De wijzers bij elkaar
- 1970 - Walter Haesaert voor Droevig feest
- 1967 - Johan Van Mechelen voor Silhouetten
- 1964 - Adriaan Magerman voor Asthenisch
- 1958 - Jan Veulemans voor Onbestendig
- 1955 - Hubert van Herreweghen voor Gedichten
- 1952 - Karel Jonckheere voor De Hondenwacht

## Gelauwerden Arthur Merghelynckprijs voor proza
- 2000 - Marc van Alstein voor De engel van Simberg of is dit nu de wereld
- 1988 - Hugo Bousset voor Grenzen verleggen. De Vlaamse prozaliteratuur 1970-1986
- 1985 - Hervé J. Casier voor De weg naar Elysium
- 1982 - Jos Smeyers voor Archipel van de eenzaamheid
- 1979 - Marc van Alstein voor Liebrecht of de geruisloosheid van de bourgeoisie
- 1976 - Mark Insingel voor Wanneer een dame een heer de hand drukt...
- 1973 - Willy Lauwens voor Zing zacht zanger
- 1970 - Frans Depeuter voor De hand aan jezelf
- 1964 - Daniël Robberechts voor Drie maagden
- 1961 - Jos Vandeloo voor De muur
- 1958 - Johan Daisne voor Lago Maggiore
- 1955 - Hubert Lampo voor Terugkeer naar Atlantis